# Tennistoernooi van Tokio 2000
Het tennistoernooi van Tokio van 2000 werd van 9 tot en met 15 oktober 2000 gespeeld op de hardcourtbanen van het Ariake Tennis Forest Park (met overdekt center court genaamd Ariake Colosseum) in de Japanse hoofdstad Tokio. De officiële naam van het toernooi was Japan Open.
Het toernooi bestond uit twee delen:
- WTA-toernooi van Japan 2000, het toernooi voor de vrouwen
- ATP-toernooi van Tokio 2000, het toernooi voor de mannen

ATP-toernooi van Tokio‎ – WTA-toernooi van Tokio

2000 · 
2001 · 
2002 · 
2003 · 
2004 · 
2005 · 
2006 · 
2007 · 
2008 · 
2009 · 
2010 · 
2011 · 
2012 · 
2013 · 
2014 · 
2015 · 
2016 · 
2017